# Sobarocephala sexvittata
Sobarocephala sexvittata är en tvåvingeart som beskrevs av Soos 1964. Sobarocephala sexvittata ingår i släktet Sobarocephala och familjen träflugor. Inga underarter finns listade i Catalogue of Life.